# Вороновицька селищна територіальна громада
Вороновицька селищна територіальна громада — територіальна громада в Україні, у Вінницькому районі Вінницької області. Адміністративний центр — смт Вороновиця.
Площа громади — 82,8 км², населення — 7837 мешканців (2018).
Утворена 8 вересня 2016 року шляхом об'єднання Вороновицької селищної ради та Комарівської сільської ради Вінницького району.
12 червня 2020 року до громади приєднано Гуменську, Жабелівську, Оленівську, Побережененську, Степанівську сільські ради Вінницького району, Воловодівську, Обідненську сільські ради Немирівського району, Довгополівську, Марківську, Тростянецьку, Шендерівську сільські ради Тиврівського району.

## Населені пункти
До складу громади входять смт (Вороновиця), селище (Шевченка) і 19 сіл: Воловодівка, Гуменене, Довгополівка, Жабелівка, Кальнишівка, Кліщів, Комарів, Кордишівка, Марківка, Михайлівка, Обідне, Олександрівка, Оленівка, Побережне, Потуш, Степанівка, Тростянець, Федорівка, Шендерів.

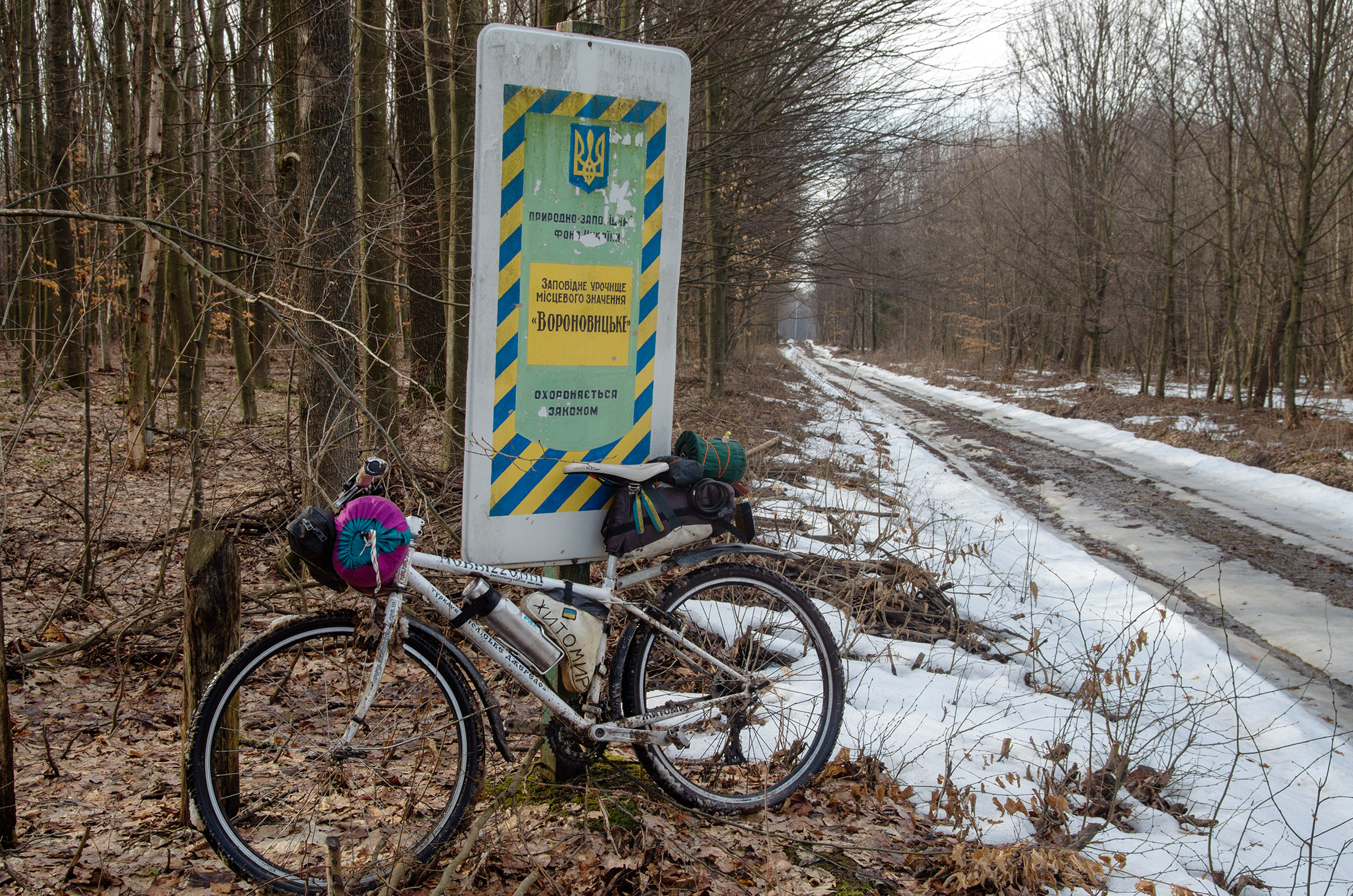
Заповідне урочище Вороновицьке
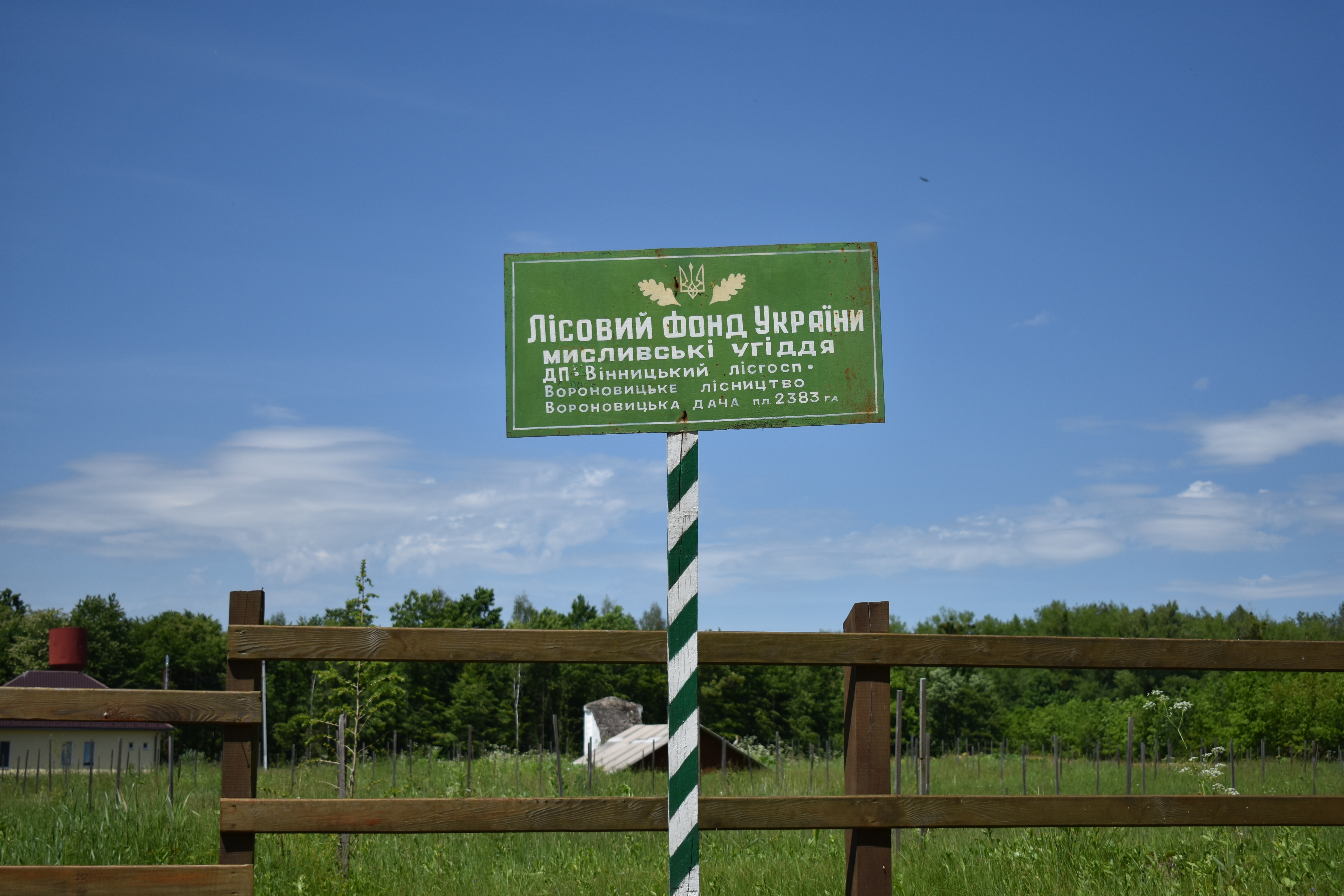
Вороновицьке лісництво
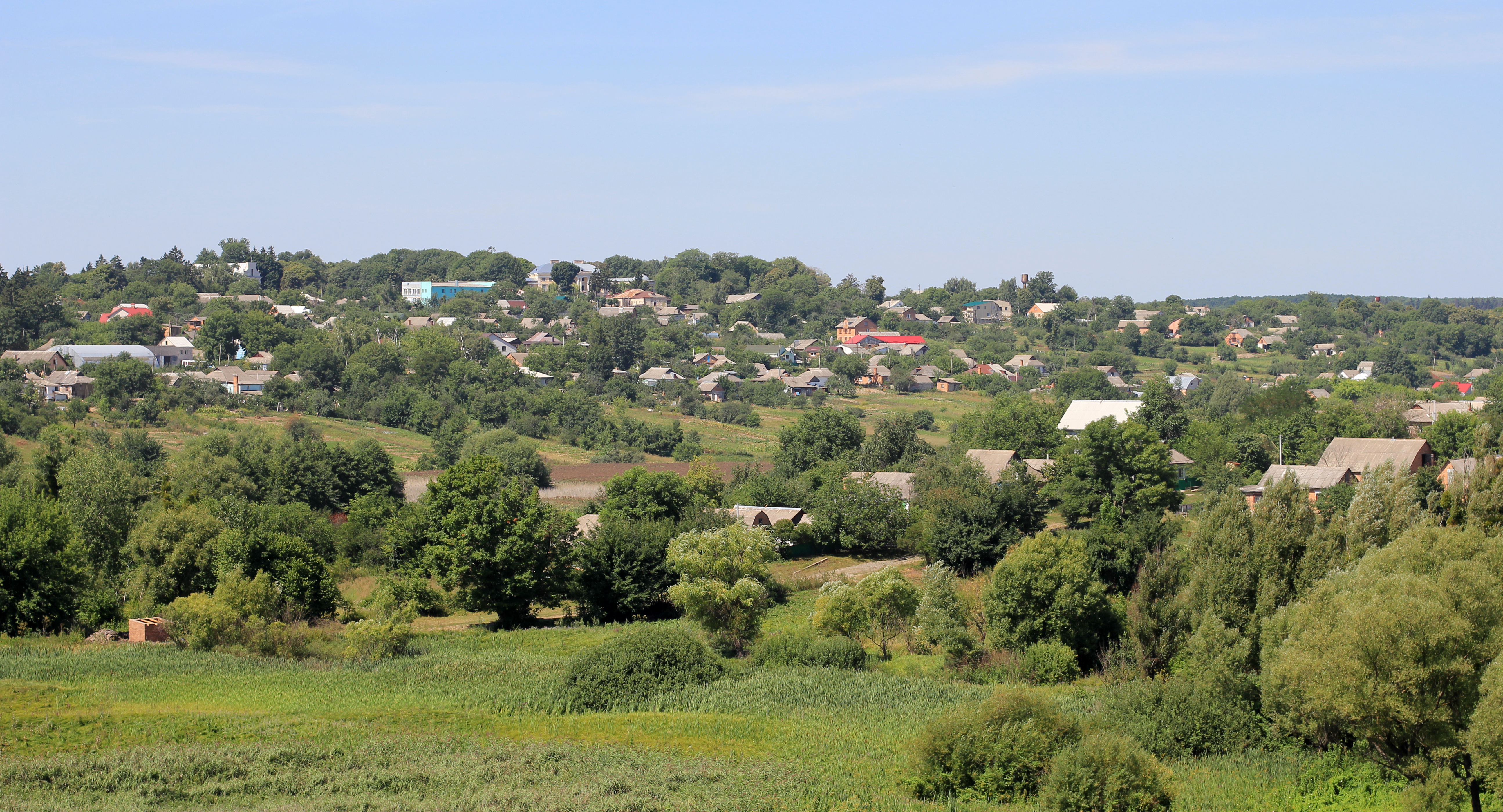
селище Вороновиця